# Okres Námestovo
Námestovo is een district (Slowaaks: Okres) in de Slowaakse regio Žilina. De hoofdstad is Námestovo. Het district bestaat uit 1 stad (Slowaaks: Mesto) en 23 gemeenten (Slowaaks: Obec).

## Bevolking
Het district Námestovo had volgens de volkstelling van 2021 het hoogste percentage Slowaakstaligen. In 2021 spraken 61.761 van de 63.200 inwoners het Slowaaks als moedertaal, oftewel 97,72% van de totale bevolking. Het Tsjechisch en het Pools waren de grootste minderheidstalen met 159 (0,25%) respectievelijk 114 (0,18%) sprekers.

## Steden
- Námestovo

## Lijst van gemeenten
| - Babín - Beňadovo - Bobrov - Breza - Hruštín - Klin - Krušetnica - Lokca | - Lomná - Mútne - Novoť - Oravská Jasenica - Oravská Lesná - Oravská Polhora - Oravské Veselé - Rabča | - Rabčice - Sihelné - Ťapešovo - Vasiľov - Vavrečka - Zákamenné - Zubrohlava |

Okres Bytča · Okres Čadca · Okres Dolný Kubín · Okres Kysucké Nové Mesto · Okres Liptovský Mikuláš · Okres Martin · Okres Námestovo · Okres Ružomberok · Okres Turčianske Teplice · Okres Tvrdošín · Okres Žilina